# Codonorchis
Codonorchis ist eine Pflanzengattung innerhalb der Familie der Orchideen (Orchidaceae). Die nur zwei Arten kommen im gemäßigten Südamerika vor. Die Gattung Codonorchis bildet eine eigene Tribus Codonorchideae.

## Beschreibung

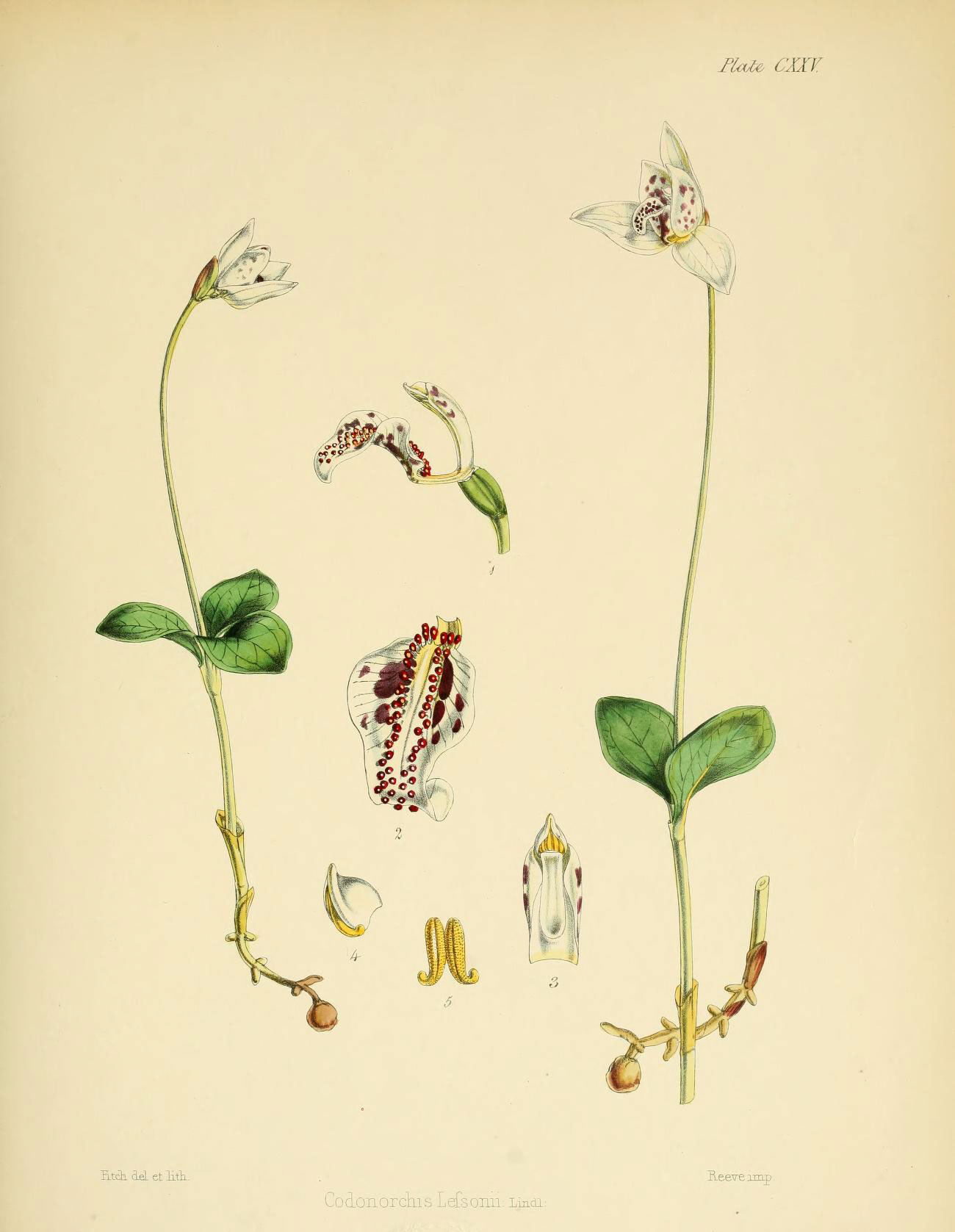
Illustration aus The botany of the Antarctic voyage of H.M. discovery ships Erebus and Terror in the Years 1839-1843

### Vegetative Merkmale
Die Gattung Codonorchis-Arten sind relativ kleine, ausdauernde, krautige Pflanzen.
Diese terrestrisch wachsenden Pflanzen besitzen unterirdische Speicherorgane, die teilweise aus Wurzelgewebe, teilweise aus Sprossgewebe bestehen. Durch Stolonen, an denen sich Tochterknollen bilden, können sie sich vegetativ vermehren. Die Wurzeln sind faserig und von Velamen umgeben. Die Sprossachse trägt im unteren Drittel zwei bis vier Laubblätter, die – selten bei Orchideen – quirlig angeordnet sind. Die einfachen Blattspreiten sind oval oder leicht spatelförmig, waagrecht ausgebreitet und kahl. Zwischen Blatt und Stängel befindet sich kein Trenngewebe.

### Generative Merkmale
Über den Blättern setzt sich die Sprossachse als einblütiger Blütenstand fort. Der Fruchtknoten ist nicht gestielt, rundlich und kurz. Das Tragblatt ist etwas länger als der Fruchtknoten. Die Blüten sind resupiniert. Die zwittrigen Blüten sind zygomorph und dreizählig. Die Blütenhüllblätter sind nicht miteinander verwachsen. Die Lippe ist an der Basis abrupt verschmälert („genagelt“) und dort mit der Säule verwachsen. Die Lippe ist leicht dreilappig, die Seiten sind nach oben um die Säule geschlagen. Der vordere Teil der Lippe ist nach unten gebogen. Entlang der mittleren Adern der Lippe sitzen winzige köpfchen- oder pilzförmige Anhängsel. Die Ränder der Lippe können etwas gewellt sein. Die Säule ist lang und dünn, gebogen, im Querschnitt etwa halbkreisförmig und schmal geflügelt. Das Staubblatt sitzt am Ende der Säule und ist gegenüber der Säulenachse herabgebogen. Das Staubblatt bleibt auch bei Entnahme der Pollinien an der Säule haften. Die zwei Pollinien sind gelb und länglich geformt. Der Pollen liegt als einzelne Pollenkörner (Monaden) vor, diese messen etwa 30 Mikrometer im Durchmesser und besitzen keine Öffnung (inaperturat). Die Narbe sitzt ventral (in der resupinierten Blüte an der Unterseite der Säule), sie ist ungelappt, länglich längs der Säulenachse angeordnet.
Die Kapselfrucht steht aufrecht.

## Standorte
Beide Codonorchis-Arten gedeihen im Schatten feuchter Wälder vor. Sie überdauern die ungünstige Jahreszeit mit ihren unterirdischen Knollen.

## Systematik, botanische Geschichte und Verbreitung
Die Gattung Codonorchis wurde durch John Lindley 1840 in Genera and Species of Orchidaceous Plants, Seite 410
aufgestellt. Der Name setzt sich aus den griechischen Wörtern kodon für „Glocke“, und orchis für „Hoden“ (hier: „Orchidee“), zusammen; er bezieht sich auf die Form der kleinen Anhängsel auf der Lippe. Lindley war nur die Art Codonorchis lessonii bekannt, die schon vorher unter anderen Gattungsbezeichnungen von d’Urville und Brongniart beschrieben worden war. Die zweite Art wurde 1936 durch Mansfeld erstbeschrieben.
Schlechter ordnete die Gattung Codonorchis 1926 in die Tribus Diurideae ein. Ihre systematische Stellung innerhalb dieser Tribus war lange unklar: Schlechter stellte sie in die Subtribus Caladeniinae, Brieger wollte eine eigene Subtribus Codonorchidinae aufstellen, Dressler stellte sie 1993 in die Chloraeinae.
Erst molekulargenetische Untersuchungen zeigten, dass Codonorchis nicht sehr nah mit der Tribus Diurideae verwandt ist. Sie stellt innerhalb der Untergattung Orchidoideae eine basale Gruppe dar, für die von Cribb eine eigene Tribus, die Codonorchideae, aufgestellt wurde.
Die beiden Arten der Gattung Codonorchis sind im gemäßigten bis subtropischen Südamerika verbreitet. Codonorchis lessonii kommt in Chile, Argentinien und auf den Falkland-Inseln vor. Codonorchis canisioi besiedelt ein kleines Areal im südlichen Brasiliens.
Es gibt nur zwei Arten:
- Codonorchis canisioi Mansf.: Sie kommt nur im brasilianischen Bundesstaat Rio Grande do Sul vor.[1]
- Codonorchis lessonii (d’Urv.) Lindl.: Sie kommt vom zentralen bis südlichen Chile bis zum südlichen Argentinien und zu den Falkland-Inseln vor.[1]